# BBC Radio 4
BBC Radio 4は、BBCが所有し運営するイギリス国立ラジオ局である。 

## 概説
この放送局は1967年9月30日にBBCホームサービス (BBC Home Service) に代わって開設され、ロンドンのブロードキャスティング・ハウスにあるBBC本部からさまざまな朗読番組を放送している。 2019年以降、局長はモヒット・バカヤが務めている。  彼は2010年から局長を務めていたグウィネス・ウィリアムズの後任となった。
イギリス全土、マン島、チャンネル諸島ではFM 、LW 、DAB 、BBCサウンズで放送されておりアイルランド東部、北フランス、北ヨーロッパでも受信できる。 また、Freeview 、スカイUK 、ヴァージン・メディアでも聴取可能である。  
Radio 4は現在1,000万人以上の聴取者を抱えており、BBC Radio 2に次いで英国で2番目に人気のあるラジオ局となっている。 
Radio 4は、グリニッジ標準時の時刻やビッグベンの鐘の音で放送される「Today」、「The World at One」、「PM」などのニュース番組を放送している。時刻は FM と LW でのみ正確で、デジタルラジオでは 3 ～ 5 秒、オンラインでは最大 23 秒の遅延がある。 Radio 4は、2017年8月に150周年を迎えた海運予報を放送している。 
RAJARによれば、同局は2023年12月現在、毎週920万人の聴取者に向けて放送しており、聴取シェアは11.1%となっている。